# Horst Sattler

Horst Sattler, 1992

Horst Sattler (* 1. Februar 1934 in Teutschneureut, (ab 1935 Neureut (Baden), seit 1975 Karlsruhe-Neureut); † 9. März 2019 ebenda) war ein deutscher Feuerwehrmann und Feuerwehrfunktionär.

## Leben
Horst Sattler machte eine Ausbildung zum Maurer und Bautechniker und war bis zu seiner Pensionierung im Bauamt der Gemeinde Neureut (später der Ortsverwaltung Karlsruhe-Neureut) zuletzt als Leiter des Tiefbauamtes tätig.
Er hatte sein Leben dem Ehrenamt und der Feuerwehr verschrieben.

## Funktionärstätigkeit
Sattler trat 1951 in die Freiwillige Feuerwehr Neureut ein. Im Jahr 1955 wurde ihm der Aufbau einer Löschgruppe im Ortsteil Kirchfeld übertragen und im Jahr 1956 das Amt des Adjutanten des damaligen Kommandanten Ludwig Ott. Im Februar 1958 wurde Sattler zum Schriftführer der Neureuter Feuerwehr gewählt. Das Amt des  Kommandanten der Freiwilligen Feuerwehr Neureut hatte Sattler von Januar 1962 bis zur Eingemeindung von Neureut nach Karlsruhe im Jahr 1975 inne. Mit der Eingemeindung wurde die Freiwillige Feuerwehr Neureut eine selbstständige Abteilung der Feuerwehr Karlsruhe. Horst Sattler war  bis 1997 Abteilungskommandant der Freiwilligen Feuerwehr Karlsruhe-Neureut und von 1999 bis 2014 deren Altersobmann. Im Jahr 1997 wurde ihm die Würde des Ehrenkommandanten verliehen.
Horst Sattler hat sich schon früh auch auf regionaler und überregionaler Ebene für die Belange der Feuerwehr eingesetzt. 1963 wurde er Unterkreisführer „Hardt“ der Gemeinden der Unteren Hardt und 1966 Stellvertretender Kreisbrandmeister des Landkreises Karlsruhe. Nach dem Unfalltod des damaligen Kreisbrandmeisters Rudolf Link aus Palmbach hat Sattler von Mai 1968 bis September 1969 kommissarisch die Aufgaben des Kreisbrandmeisters übernommen. Von 1971 bis 1975 war er stellvertretender Vorsitzender im Kreisfeuerwehrverband des Landkreises Karlsruhe. Mit der Eingemeindung von Neureut zur Stadt Karlsruhe musste Sattler alle Ämter im Landkreis Karlsruhe aufgeben.
Danach hat Horst Sattler sein ehrenamtliches Engagement in diversen Gremien der Feuerwehr der Stadt Karlsruhe fortgesetzt. Ab 1975 war er Mitglied im Feuerwehrausschuss der Stadt Karlsruhe und dem Verbandsausschuss des Stadtfeuerwehrverbandes Karlsruhe e. V. und von 1978 bis 1996 dessen Kassenverwalter. Im Jahr 2000 wurde er zum Ehrenmitglied des Stadtfeuerwehrverbands und zum Altersobmann der Feuerwehr Karlsruhe ernannt. Letzteres Amt hat er bis 2011 ausgeübt.
Auch auf überregionaler Ebene hat sich Hort Sattler durch sein großes Fachwissen und Engagement einen Namen gemacht. Von 1968 bis 1972 war er Ausschussmitglied im Badischen Feuerwehrverband und von 1968 bis 2002 auch Ausschussmitglied im Verein Baden-Württembergischer Feuerwehrheime e.V. Ab 1973 war er als Vorstandsmitglied im  Landesfeuerwehrverband Baden-Württemberg für das Fachgebiet Sozialwesen verantwortlich. Von 1983 bis 2002 war er im Stiftungsrat der Gustav-Binder-Stiftung tätig. Aufgrund seiner Leistungen und seines Engagements wurde er 2001 zum Ehrenmitglied des Landesfeuerwehrverbandes Baden-Württemberg ernannt.
Horst Sattler lag die Nachwuchsförderung sehr am Herzen. Aus diesem Grund war er von 1973 bis 1990 als Vorstandsmitglied in der Jugendfeuerwehr Baden-Württemberg tätig.
Im  Deutschen Feuerwehrverband war er von 1969 bis 2001 als Delegierter aktiv.

## Ehrungen
- Ehrennadel der Deutschen Jugendfeuerwehr (1977)
- Ehrenmedaille der Niederländischen Feuerwehr (1988)
- Goldene Ehrennadel der Deutschen Jugendfeuerwehr (1992)
- Ehrenurkunde für 30 Jahre Kommandant der Freiwilligen Feuerwehr Neureut (1992)
- Bundesverdienstkreuz am Bande (1992)
- Goldene Ehrennadel des Landesfeuerwehrverbands Baden-Württemberg (2012)
- Verdienstkreuz des Landesfeuerwehrverbands Baden-Württemberg in Gold (2014)
- Ehrenkreuz des Stadtfeuerwehrverbands Karlsruhe (2014)
- Albert-Bürger-Medaille (2014)